# Fernández Racing
Fernández Racing – meksykański zespół wyścigowy, założony w 2001 roku przez Adrián Fernándeza i Toma Andersona. W historii startów ekipa pojawiała się w stawce Champ Car, IndyCar Series, Grand-Am Sports Car Series, Indianapolis 500, American Le Mans Series oraz Rolex SportsCar Series.

## Zespoły

### CART
- Adrian Fernández
- Shinji Nakano
- Max Papis
- Luis Díaz

### IRL IndyCar Series
- Scott Sharp
- Kosuke Matsuura
- Adrian Fernández

### Grand-Am/ALMS
- Adrian Fernández (Grand Am, ALMS 2006-2009)
- Mario Haberfeld (Grand-Am)
- Luis Díaz (ALMS 2007-2009)